# Negroroncus longedigitatus
Negroroncus longedigitatus är en spindeldjursart som beskrevs av Beier 1944. Negroroncus longedigitatus ingår i släktet Negroroncus och familjen Ideoroncidae. Inga underarter finns listade i Catalogue of Life.